# 木柾
木柾（もくしょう）とは、仏教で用いられる法具の一種である。声をあげて唱題や読経をするときに打ち鳴らすことで、聴覚的にリズムを整える。円形の物が多いが枕型の四角の形の物も有る。木鉦とも書く。日蓮宗・法華宗などで用いられる。他の宗門の木魚に当たる。

## 木柾の使用
小さな座布団状の台の上に置かれ、先端に木製の球が付いたバチで叩くと、木魚よりも甲高い音が鳴る。欅（ケヤキ）や桜（サクラ）などの木を材料としてつくられる。内部は空洞になっている。
寺院の須弥壇や家庭の仏壇で南無妙法蓮華経と題目を上げるときやお経を上げるときに使用する。
高音の鳴る木柾と低音のする団扇太鼓の両方で題目を大勢の人間で一斉に唱えることも有る。

## 楽器として使用
吹奏楽などにおいては木鉦が打楽器として用いられることもあり、打楽器メーカーのプレイウッドからは演奏用に特化したものが発売されている。